# Abura-sumashi
L'abura-sumashi (油すまし) és una criatura del folklore de les illes Amakusa de la prefectura de Kumamoto
Abura significa oli en japonès, mentre que sumashi significa pressionar, prémer o esprémer.
Aquest esperit que espanta les persones en el pas de les muntanyes, es pensa que és el fantasma d'un humà que roba oli.
En els dies anteriors a l'electricitat, l'oli era una comoditat molt valuosa, necessària per escalfar i il·luminar les cases.
En l'actualitat l'abura-sumashi és representat com un ésser que porta un abric de palla que li cobreix el cos i una cap amb forma de pedra. Aquesta aparença és inspirada en els treballs de l'art de Shigeru Mizuki.